# Knabrostræde
Knabrostræde er en gade i Indre By i København. Den strækker sig fra Strøget (hvor Nygade og Vimmelskaftet mødes) til Slotsholmskanalen ved Nybrogade.
Knabrostræde er opkaldt efter Knarrebro, der var en såkaldt mag (et offentligt lokum placeret på en bådebro, hvor man kunne sidde i ro og mag og forrette sit ærinde). Knabrostrædes navn har været forklaret som et minde om en knagende bro; men broen blev ikke bygget før i 1650'erne, mens gadens navn var kendt i 1547 som Knagerøgstræde, dvs. den knagende rygs stræde, hvad der kan henvise til anstrengelser ved brug af en mag.
I Knabrostræde finder man bl.a. standup-scenen Comedy Zoo.